# Seznam slovenskih kriminalk
Do 1960
- 1874 Jakob Alešovec: Iz sodnijskega življenja: Mikavne povesti iz življenja hudodelnikov: Po spominu starega (skušenega) pravnika (Poštne nakaznice, Poštarica na Prelazu in Ponarejeni bankovci); med 1875 in 1879 še petero pripovedi (Policijski komisar, Mati ga izda, Sodba večne pravice, Iz globočine morja, Iskren zagovornik)
- 1894 Čeněk Kalandra: Preskušnja ali rešitev ali Doma najbolje, prev. Simon Gregorčič ml. (Slovanska knjižnica, 27)
- 1905 E. A. Poe: Zlati hrošč, Nada; 1907 Umori v Rue Morgue, Slovenec
- 1906 Conan Doyle
- 1907 Fran Milčinski: Ura št. 55.916: Detektivska povest, Slovan
- 1910 ali 1911 Josip Petrossini, najznamenitejši laško-amerikanski detektiv: Giovanni Gasapardi, kralj zločincev ali Živ pokopan: Newyorška povest
- 1916 A. W.: Špijonova usoda: Detektivski in špijonažni roman, prev. Maks Pleteršnik
- 1922 Ivo Šorli: Pasti in zanke: Kriminalni roman iz polpretekle dobe
- 1936 zbirka Svetovni detektiv
- 1939 Ljuba Prenner: Neznani storilec: Malomeščanska kriminalna povest
- 1944 Josip Knaflič: Lov za skrivnostmi

1960
[od tod dalje samo izvirno slovenske]
- 1964 Josip Tavčar: Sobojevniki: Radijska kriminalna zgodba v dveh delih
- 1965 Josip Tavčar: Sence iz preteklosti: Radijska kriminalka
- 1968 Josip Tavčar: Iz ljubezni: Radijska kriminalka
- 1969 Josip Tavčar: Nepozabni večer: Radijska kriminalka

1970
- 1970 Juš Turk: Grkinja / Tad Raystone (Romani NN, 114)
- 1971 Josip Tavčar: Koraki brez sledu: Radijska kriminalka
- 1972 Marjan Marinc: Skrivnost kote 117: Radijska kriminalka v štirih nadaljevanjih: 1. Kdo je stric?, 2. Gospodu Prezziju popustijo živci, 3. Will Meister stopi v ospredje, 4. Past sezapre
- 1973 Kriminalno kriminalna kriminalka [radijska igra]
- 1973 Marjan Marinc: Nevidna smrt: Radijska kriminalka v nadaljevanjih. 1. Smrt se je priplazila skozi okno, 2. Gospa Amalija ni bila svetnica, 3. Lidija plača račun, 4. Nepoklicani se vmeša, 5. Tiček sede na limanice
- 1974 Marjan Marinc: Inšpektor Ris ne miruje: Radijska kriminalka: 1. Polnočni kres, 2. Kurje bedro, 3. Paket, 4. Strel skozi okno, 5. Lažna zanka, 6. Krvavi tir, 7. Duh v internatu, 8. Bela smrt, 9. Izmišljena ulica (1976)
- 1977 Leopold Suhodolčan: Stopinje po zraku in kako sta jih odkrila Naočnik in Očalnik, mojstra med detektivi
- 1979 Leopold Suhodolčan: Naočnik in Očalnik, mojstra med detektivi
- 1979 Joško Lukeš: Srčna desetica: Fantastična kriminalka

1980
- 1981 Branko Hofman: Noč do jutra
- 1980 Marjan Rožanc: Primer profesorja Blatnika
- 1982 Tone Peršak: Prehod
- 1987 Marjan Rožanc: Markov evangelij 1/8
- 1989 Aaron Kronski: Vražji glas

1990
- 1990 Branko Gradišnik: Nekdo drug
- 1990 Franček Rudolf: Rdečelaska v zrelem žitu
- 1991 Bogdan Novak: Umor na plaži
- 1991 Sergej Verč: Rolandov steber
- 1991 Ladislav Černilogar: Sabotaža
- 1991 Tomo Rebolj: Mesto angelov
- 1992 Peter Malik: Lovci na Rembrandta (zbirka KIH Krimi)
- 1992 Franci Slak: Ko zaprem oči (snemalna knjiga za film)
- 1992 Tomo Rebolj: Divjanje ali junak našega časa
- 1993 Tomo Rebolj: Vaya con Dios, amigo
- 1993 Maja Novak: Izza kongresa ali umor v teritorialnih vodah
- 1993 Tone Frelih: Samomor upokojenega sodnika
- 1993 Miha Mazzini: Zbiralec imen
- 1994 Franček Rudolf: Parnik Jesenice–Trbovlje
- 1994 Igor Karlovšek: Rodoljub
- 1995 Maja Novak: Cimre
- 1995 Aleš Jurič: Alkofol: Detektivske zgodbe Samuela Shortyja Celinskega
- 1995 Zlata Volarič: Smeh v solzah: Kriminalke
- 1996 Marko Simčič: Trinajsti otok: Vohunski roman
- 1997 Zdenko Kodrič: Potsdamska baterija

2000 
2010 
2020 
- Jaka Tomc: 720 utripov srca
- Jure Godler: Casino Banale
- Avgust Demšar: Cerkev
- Maja Novak: Cimre
- Agata Tomažič: Čmrljev žleb
- Metod Pevec: Greh
- Marko Radmilovič: Kolesar
- Tone Frelih: Krvavi denar
- Mirt Komel: Medsočje
- Mojca Širok: Pogodba
- Igor Karlovšek: Odvetnik
- Tomo Rebolj: Pravljičarjeva smrt
- Zoran Benčič: Psi brezčasja
- Irena Svetek: Rdeča kapica
- Tadej Golob: Virus

Mojca Rudolf: Solze, ki jih ni
Mojca Rudolf: Nasmeh, ki molči
Mojca Rudolf: Žalost, ki bledi

Mojca Rudolf: Lep dan za umor-prva slovenska potopisna kriminalka